# CFEngine
CFEngine – oparty na politykach system zarządzania konfiguracją napisany przez Marka Burgessa na Uniwersytecie w Oslo. Podstawową funkcją CFEngine jest automatyzacja procesu konfiguracji i konserwacji komputerów na podstawie zdefiniowanej polityki.
Prace nad CFEngine rozpoczęły się w 1993 roku w reakcji na zawiłości i brak przenośności skryptów powłoki (ang. shell script) używanych do zarządzania konfiguracją w systemach Unix. Celem projektu było przełożenie często stosowanych paradygmatów przenośnego programowania w deklaratywny język.